# Drycothaea maculata
Drycothaea maculata es una especie de escarabajo longicornio del género Drycothaea, familia Cerambycidae. Fue descrita científicamente por Martins & Galileo en 2004.
Habita en Bolivia. Los machos y las hembras miden aproximadamente 14,1 mm. El período de vuelo de esta especie ocurre en el mes de octubre.